# Ahmed Esad Pascha

Ahmed Esad Pascha (1860er Jahre)

Sakızlı Ahmet Esad Pascha (* 1828 in Chios (türkisch Sakız); † 29. November 1875) war ein osmanischer Staatsmann und Großwesir des Osmanischen Reiches in den Jahren 1873 und 1875. Der Beiname „Sakızlı“ spielt auf die Herkunft von Ahmet Esad an.

## Leben
Ahmed Esad Pascha wurde 1828 als Sohn des Kolağası Mehmed Bey auf der Insel Chios geboren. Im Jahr 1858 schloss er die Militärschule Mekteb-i Erkân-ı Harbiyye-i Şâhâne in Istanbul ab und wurde ein Schützling von Mehmed Fuad Pascha.
Er wurde nach Paris entsandt, wo er als Militärattaché und Direktor der osmanischen Schule diente. Als Sultan Abdülaziz 1867 mit Mehmed Fuad Pascha nach Paris reiste, lernte er auch den jungen Ahmed kennen und war wohl so beeindruckt, dass er ihn prompt zurück nach Istanbul beorderte. Ahmed Esad stieg schnell in der Palasthierarchie auf und wurde Mitglied des Rates für militärische Angelegenheiten (Dâr-ı Şûrâ-yı Askeriyye; auch „Kriegsministerrat“). Dann war er kurz Kommandeur der osmanischen Truppen in Bosnien im Rang eines Ferik. Schon 1868 war er Provinzgouverneur von Shkodra und 1872 in Sivas. Im Folgenden diente Ahmed Esad Pascha als Serasker, war tophane müşiri („Zeugmeister“) und Marineminister. Zwei Mal berief ihn der Sultan zum Großwesir des Osmanischen Reiches: Erstmals wurde Ahmed Esad Pascha am 15. Februar 1873 berufen und war bis zum 15. April 1873 im Amt. Die erste Amtszeit war kurz, weil die Berufung des jungen Mannes von der Hohen Pforte als unangemessen betrachtet wurde. Ahmed Esad Pascha ging daraufhin als Gouverneur nach Konya, dann nach Syrien.
Vom 26. April 1875 bis zum 26. August 1875 war Ahmed Esad Pascha erneut als Großwesir beschäftigt. Nach seiner Entlassung ging er als Gouverneur nach Aydın. Ahmed Esad Pascha starb am 29. November 1875 als Gouverneur des Vilāyet Aydın und wurde in Izmir bestattet.